# Hans Kämpfer
Hans Rudolf Kämpfer (18. březen 1885 – 12. prosinec 1959, Bern, Švýcarsko) byl švýcarský fotbalový útočník.

## Kariéra
Jeden rok byl Juventusu, kde jej zaměstnal prezident klubu Alfred Dick v továrně na výrobu kůže. Poté následoval svého zaměstnavatele do nového klubu Turína, kde se stal v ročníku 1907 nejlepším střelcem Italské ligy. V odvetném utkání proti Juventusu (1:4) vstřelil všechny branky a dodnes tento počin nebyl překonán. S týmem skončil ve finálové skupině na 2. místě.

## Hráčské úspěchy

### Individuální
- 1x nejlepší střelec v lize (1907)